# Michaił Marchiel
Michaił Michajławicz Marchiel (biał. Міхаіл Міхайлавіч Мархель, ros. Михаил Михайлович Мархель; ur. 10 marca 1966 w Mińsku) – białoruski piłkarz i trener piłkarski, występujący na pozycji napastnika. Podczas kariery piłkarskiej grał wiele lat za granicą (m.in. w Jugosławii, na Węgrzech oraz w ligach ZSRR.
Karierę zawodniczą rozpoczął w 1986 roku, gdy został włączony do kadry Dynamy Mińsk, gdzie nie udało mu się zadebiutować. Zakończył ją w 1996, występując w Czernomoriecu Noworosyjsk. Karierę wznowił po 3 latach, a ostatecznie zakończył ją w 2001 w barwach Zorki-WA-BDU Mińsk.
W Pucharze UEFA 1993/1994 rozegrał dwa mecze w barwach Ałaniji Władykaukaz. Marchiel zaliczył również trzy mecze w seniorskiej Reprezentacji Białorusi nie strzelając żadnej bramki. Po zakończeniu kariery piłkarskiej został trenerem w tym kraju. Od 2009 roku prowadzi kadrę Białorusi U-15. W kwietniu 2010 Marchiel gościł w Polsce przy okazji meczu Polska-Białoruś do lat piętnastu, mecze te były rozgrywane w Łomży oraz w Zambrowie.